# Futsal Irpinia Femminile
L'Associazione Sportiva Dilettantistica Futsal Irpinia Femminile è una società sportiva di calcio a 5 femminile con sede ad Ariano Irpino o a Bisaccia, in provincia di Avellino. Milita in Serie B. 
Per la stagione 2025-2026 ha acquisito il diritto di militare in Serie A, avendo vinto gli spareggi promozione al termine della stagione 2024-2025.

## Storia
La Futsal Irpinia Femminile nasce nel 2019 da una scissione dalla Polisportiva Bisaccese, associazione sportiva con sede a Bisaccia che già nel 2013 aveva avviato alcune attività nell'ambito del calcio femminile. Il primo presidente dell'associazione è Carmine Braccia.
Al primo anno di attività, la Futsal Irpinia partecipa al torneo di Serie A2: a seguito dell'interruzione dei campionati a causa del Covid-19, le irpine concludono la stagione al quarto posto.
Al termine della stagione 2020-2021, l'Irpinia si classifica nuovamente al quarto posto in campionato, mentre il percorso ai play-off nazionali si conclude agli ottavi di finale contro la Royal Team Lamezia, perdendo 3-2 dopo i tempi supplementari.
La stagione 2021-2022 si conclude con la vittoria dei primi trofei: da una parte, la Futsal Irpinia vince il campionato di Serie A2, venendo promossa in Serie A per la prima volta nella sua storia; dall'altra, nella final four al PalaErcole di Policoro, vince per la prima volta la Coppa Italia di Serie A2, battendo in finale la Pelletterie Firenze con il risultato di 4-1.
A seguito di un campionato difficile, il campionato di Serie A 2022-2023 si conclude con il dodicesimo posto in classifica: a seguito della sconfitta per 7-5 contro l'Audace Verona, le irpine non riescono ad evitare la retrocessione ai play-out, nonostante la vittoria nella gara di andata per 1-0. In Coppa Italia la PSB si ferma al primo turno contro il Francavilla.
Nella stagione 2023-2024 si è classificata al secondo posto nel Girone D della Serie B, collezionando 17 vittorie, 2 pareggi e 1 sconfitta, vantando il miglior attacco e la miglior difesa del campionato. Ha conquistato l’accesso ai playoff promozione, ma è stata eliminata al secondo turno dalla Woman Napoli. In Coppa Italia è stata eliminata dalla CMB nella partita decisiva per la qualificazione alle Final Four.
Nella stagione 2024-2025, l’Irpinia si classifica al primo posto nel Girone D della Serie B, con un bilancio di 15 vittorie e una sola sconfitta. Grazie a questo risultato, ottiene l’accesso allo spareggio promozione per la Serie A, superando la Virtus Romagna con un punteggio complessivo di 7-6 tra andata e ritorno. La squadra fa così ritorno nella massima serie dopo due stagioni. In Coppa Italia raggiunge le Final Eight, dove viene eliminata in semifinale dalla Women Roma.

## Strutture
Le atlete della Futsal Irpinia si allenano e giocano le partite casalinghe presso il Palazzetto dello sport di Ariano Irpino, che le ospita dal 2019. La struttura può contenere circa 2000 spettatori.

## Allenatori e presidenti

### Allenatori
- 2019-2023 ·  Luigi Battistone
- 2023-2024·  Gianluigi Mardente
- 2024-2025 •  Enzo Iamunno

### Presidenti
- 2019-2020 ·  Carmine Braccia
- 2020-attuale •  Fiorinda Caliendo

## Palmares

### Competizioni nazionali
- Campionato di Serie A2: 1

2021-2022 (girone D)
- Campionato di Serie B: 1

2024-2025 (girone D)
- Coppa Italia di Serie A2: 1

2021-2022

## Rosa Serie B 2024-2025
| N° | Naz.               | Ruolo | Sportivo           | Anno |  |  |
| -- | ------------------ | ----- | ------------------ | ---- |  |  |
| 3  | Italia (bandiera)  | LAT   | Azzurra Cetrulo    | '03  |  |  |
| 6  | Italia (bandiera)  | LAT   | Daniela Grazioso   | '96  |  |  |
| 7  | Italia (bandiera)  | PIV   | Annalucia Braccia  | '99  |  |  |
| 8  | Italia (bandiera)  | DIF   | Simona Aresu       | '98  |  |  |
| 9  | Italia (bandiera)  | PIV   | Antonella Sabatino | '93  |  |  |
| 11 | Italia (bandiera)  | PIV   | Ludovica Politi    | '93  |  |  |
| 13 | Brasile (bandiera) | UNI   | Brenda Moreira     | '92  |  |  |
| 18 | Italia (bandiera)  | DIF   | Giusy Pugliese     | '92  |  |  |
| 19 | Italia (bandiera)  | POR   | Nicole Malfetano   | '03  |  |  |
| 23 | Italia (bandiera)  | POR   | Roberta Iarriccio  | '93  |  |  |
| 25 | Italia (bandiera)  | LAT   | Rita Gaeta         | '04  |  |  |
| 27 | Italia (bandiera)  | DIF   | Roberta Napoli     | ’93  |  |  |
| 91 | Italia (bandiera)  | LAT   | Assunta Sommese    | ’91  |  |  |

## Settore giovanile
Nella stagione 2022-2023 si forma la PSB Irpinia U19 che si posiziona al 2 posto in classifica nel girone D e si posiziona dietro il Bitonto U19 femminile. Poi esce nella finale girone contro il Bitonto e non si qualifica alle final four scudetto U19.
In campionato colleziona 7 vittorie, 1 pareggio e 2 sconfitte e la capocannoniere è Federica Ficeto (28 reti).

## Rosa U19 2022-2023
| N° | Naz.              | Ruolo | Sportivo            | Anno |  |  |
| -- | ----------------- | ----- | ------------------- | ---- |  |  |
| 3  | Italia (bandiera) |       | Azzurra Cetrulo     | '03  |  |  |
| 5  | Italia (bandiera) | PIV   | Marianna Mincolelli | '08  |  |  |
| 7  | Italia (bandiera) |       | Maria Vernacchio    | '07  |  |  |
| 9  | Italia (bandiera) | PIV   | Sofia Pucci         | '04  |  |  |
| 10 | Italia (bandiera) | LAT   | Arianna Roberto     | '05  |  |  |
| 11 | Italia (bandiera) | LAT   | Federica Ficeto     | '05  |  |  |
| 15 | Italia (bandiera) | LAT   | Michela Tarantino   | '07  |  |  |
| 19 | Italia (bandiera) | POR   | Nicole Malfetano    | '03  |  |  |
| 25 | Italia (bandiera) | DIF   | Rita Gaeta          | '02  |  |  |